# Wymykowo
Wymykowo (deutsch Jägerthal) ist ein Wohnplatz in der Woiwodschaft Westpommern in Polen. Er gehört zur Gmina Przelewice (Gemeinde Prillwitz) im Powiat Pyrzycki (Pyritzer Kreis).
Der Wohnplatz liegt in Hinterpommern, etwa 50 km südöstlich von Stettin und etwa 18 km östlich der Kreisstadt Pyritz.
Der Wohnplatz wurde im Jahre 1819 durch den Gutsherrn von Pumptow als ein Vorwerk des Gutes angelegt, etwa 2 Kilometer nordwestlich von Pumptow in den sogenannten Hinterländereien. Das Vorwerk erhielt mit Genehmigung des preußischen Innenministers vom 1. Januar 1820 den Namen „Jägerthal“.  
Bei der Volkszählung im Deutschen Reich 1871 wurden in Jägerthal 6 Einwohner in 1 Wohnhaus gezählt, im Jahre 1910 5 Einwohner. Jägerthal gehörte zum Gutsbezirk Pumptow. Später wurde der Gutsbezirk Pumptow in die Landgemeinde Pumptow eingemeindet. 
Bis 1945 bildete Jägerthal einen Ortsteil der Gemeinde Pumptow und gehörte mit dieser zum Landkreis Pyritz in der preußischen Provinz Pommern.
Nach dem Zweiten Weltkrieg kam Jägerthal, wie ganz Hinterpommern, an Polen. Es erhielt den polnischen Ortsnamen „Wymykowo“.